# Dolly Golden
Dolly Golden (Annecy, 28 agosto 1973) è un'ex attrice pornografica francese.

## Biografia
Dopo il conseguimento del diploma, ha ottenuto la laurea in commercio internazionale. Ha iniziato la sua carriera nella pornografia  prestandosi come modella fotografica dilettante.
Ha ricevuto il premio come miglior Starlet europea a Bruxelles nel 1997. È apparsa in produzioni pornografiche in Germania, Italia, Paesi Bassi, Spagna e Stati Uniti d'America, dove i media hanno manifestato molto interesse. È anche apparsa in diverse trasmissioni televisive.
Molti articoli nella stampa specializzata per adulti sono stati scritti su di lei. Appassionata di danza, si è esibita in spettacoli erotici in numerose discoteche francesi, eseguendo anche un duetto "pom-pom girl" con Laure Sainclair. È apparsa anche in diversi videoclip musicali.
È stata madrina del salone Hot Video di Parigi, tenutosi nel febbraio del 2000. È stata nominata circa 50 volte in varie cerimonie di premiazioni svoltesi in tutto il mondo, tra cui a Berlino, Milano, Barcellona, Las Vegas. A Cannes, nel 1999, ha vinto il premio Hot d'Or come migliore attrice europea - per il ruolo nel film Croupe du Monde 98. Nel 2000 ha vinto un altro Hot d'Or, stavolta, come migliore attrice francese per l'interpretazione nel film Les Tontons Tringleurs.
Nel 2000, assieme al suo compagno Marc Barrow, anch'egli pornostar, ha prodotto e diretto il suo primo film per una società americana. Ora la Golden non appare più in film per adulti, ma si dedica alle pubbliche relazioni per la Dorcel Films.

## Riconoscimenti
- 1999 Hot d'Or – Migliore attrice non protagonista europea (vincitrice)
- 2000 Hot d'Or – Migliore attrice francese (vincitrice)

## Filmografia
- Femme du Pêcheur 2 (1995)
- Amsterdam/Paris Connection (1996)
- Buttman's Bubble Butt Babes (1996)
- Extrem 6: Stramme Kolben (1996)
- Femmes sodomités 8 (1996)
- Funny Big Tits (1996)
- Intimité violée par une femme 30 (1996)
- Les infirmières de Laetitia 1 (1996)
- Les infirmières de Laetitia 2 (1996)
- Miss Anal 4 (1996)
- Silence on baise 1 (1996)
- Take That (1996)
- World Sex Tour 6 (1996)
- Ante Futura (1997)
- Ascenseur (1997)
- Body Business (1997)
- Bourgeoisie violee (1997)
- Familie Flodder 2 (1997)
- Familie Flodder 5 (1997)
- Family Affair (1997)
- Femmine pericolose (1997)
- In Your Dreams (1997)
- Malizia in Ufficio: le ragioniere si scatenano (1997)
- Triple X 25 (1997)
- When The Night Falls (1997)
- Abschluss Klasse 3 (1998)
- Backstage Sluts 2 (1998)
- Bimbo Bangers From Barcelona (1998)
- Bose Madchen 11 (1998)
- Croupe Du Monde 98 (1998)
- Démesure (1998)
- Exhibitions 1999 (1998)
- Four Fucking Daughters (1998)
- Fremde Augen (1998)
- Good the Bad and the Wicked (1998)
- Hotsex 15: Pulp Fixion (1998)
- Illusions (II) (1998)
- Kristen's Krazy Girlie Adventures 1: Blonde Ambition (1998)
- Leather World (1998)
- Passioni di guerra (1998)
- Sex Psychos (1998)
- Sexy Nurses 3 (1998)
- Skandal im Madcheninternat (1998)
- Wild 'n Wet (1998)
- Abdul El Muriad (1999)
- Anal Enforcers (1999)
- Angel's Quest (1999)
- Ass to Mouth (1999)
- Babewatch 10 (1999)
- Babewatch 9 (1999)
- Backdoor Passes 3 (1999)
- Beach Bunnies with Big Brown Eyes 3 (1999)
- Beach Bunnies with Big Brown Eyes 4 (1999)
- Blowjob Adventures of Dr. Fellatio 18 (1999)
- Body Language (1999)
- California Calendar Girls 2 (1999)
- California Cocksuckers 11 (1999)
- California Cocksuckers 6 (1999)
- Carnal Obsession (1999)
- Chamber Of Whores 2: Porn World (1999)
- Con-job (1999)
- Cry Babies 3 (1999)
- Cumback Pussy 16 (1999)
- Cumback Pussy 20 (1999)
- Dirty Little Sex Brats 3 (1999)
- Drop Dead, Gorgeous (1999)
- Fete a Gigi (1999)
- Fly Girls 4 (1999)
- Four Finger Club 2 (1999)
- Gangland 5 (1999)
- Girls Who Like Girls 4 (1999)
- Haunted Tails (1999)
- Hot Bods And Tail Pipe 11 (1999)
- Hot Bods And Tail Pipe 8 (1999)
- Hotdorix (1999)
- House of the Rising Sun (1999)
- Max World 20: That's All Folks (1999)
- Moglie Violata (1999)
- Monella di provincia (1999)
- My Girlfriend Silvia Saint (1999)
- Nymph Fever 1 (1999)
- Only the A-Hole 12 (1999)
- Panty Thief (1999)
- Perfect Pink 3: Perfect Pink in Paris (1999)
- Philmore Butts Ass to Mouth (1999)
- Pickup Lines 38 (1999)
- Promotions Company 1623: Dolly (1999)
- Serenity In Denim (1999)
- Shut Up and Blow Me 19 (1999)
- Sodomania: Orgies 1 (1999)
- Sodomania: Slop Shots 7 (1999)
- Sperma deines Feindes (1999)
- Striscia... la Coscia (1999)
- Tiranno (1999)
- Wanted: Star Giganten (1999)
- Wet Spots 7 (1999)
- Wicked Sex Party 2 (1999)
- 40 Plus and Squirting (2000)
- Affari di Famiglia (2000)
- Analyze These (2000)
- Art Of Seduction (2000)
- Ass to Mouth 1 (2000)
- Big Tit Paradise 1 (2000)
- Blowjob Adventures of Dr. Fellatio 22 (2000)
- Blowjob Tour Of Los Angeles 2 (2000)
- Cock Smokers 16 (2000)
- Diebin (2000)
- Dirty Deeds Done Dirt Cheap 4 (2000)
- Dolly And The Anal Whores (2000)
- Educating Joy (2000)
- Four Sex Rooms (2000)
- Gag Factor 2 (2000)
- Hot Tight Asses 21 (2000)
- Luciano's Anal Asspirations 1 (2000)
- Onora il padre (2000)
- Oral Adventures of Craven Moorehead 1 (2000)
- Porno Chick (2000)
- Pretty in Black (2000)
- Prime Time (2000)
- Private XXX 9 (2000)
- Pussyman's American Cocksucking Championship 5 (2000)
- Pussyman's Decadent Divas 6 (2000)
- Pussyman's Decadent Divas 9 (2000)
- Pussyman's International Butt Babes 1 (2000)
- Pussyman's International Butt Babes 2 (2000)
- Q Spot (2000)
- San Fernando Jones and the Temple of Poon (2000)
- Sex Acts (2000)
- There's Something About Jack 8 (2000)
- Twelve Strokes to Midnight (2000)
- Whack Attack 7 (2000)
- All About Ass 3 (2001)
- Beach Bunnies with Big Brown Eyes 9 (2001)
- Dessous de Clara Morgane (2001)
- Fatal Desire (2001)
- Hardcore Schoolgirls 18 (2001)
- Les Tontons Tringleurs (2001)
- Lunga Notte di Cristina (2001)
- Max 2 (2001)
- Misty Rain's Worldwide Sex 4: Sexo En Barcelona (2001)
- Mouth Whores (2001)
- Oral Adventures Of Craven Moorehead 5 (2001)
- Oral Adventures Of Craven Moorehead 7 (2001)
- Outnumbered (2001)
- Private Life of Bettina (2001)
- Squirting Illustrated 1 (2001)
- Total B.S. 1 (2001)
- Extreme Mat Fights 3 (2002)
- Vita in Vendita (2002)
- When Helen Meets Monique (2002)
- Sex Me (2003)
- Double Dippin (2004)
- 3's Cumpany 2 (2005)
- Blowjobs Across Los Angeles (2005)
- Cum Buckets 4 (2005)
- Madame (2005)
- MILF (2005)
- Party Mouth (2006)
- Plug My Ass in the USA (2006)
- Black GangBangers 4 (2008)
- Heisse Spiele 2 (2008)
- Tig Ol Bitties 3 (2012)